# Maleissart
Malissard és un municipi francès situat al departament de la Droma i a la regió d'Alvèrnia-Roine-Alps. L'any 2007 tenia 3.157 habitants.

## Demografia

### Població
El 2007 la població de fet de Malissard era de 3.157 persones. Hi havia 1.213 famílies de les quals 206 eren unipersonals (97 homes vivint sols i 109 dones vivint soles), 462 parelles sense fills, 484 parelles amb fills i 61 famílies monoparentals amb fills.
La població ha evolucionat segons el següent gràfic:
Habitants censats

### Habitatges
El 2007 hi havia 1.254 habitatges, 1.216 eren l'habitatge principal de la família, 7 eren segones residències i 31 estaven desocupats. 1.189 eren cases i 61 eren apartaments. Dels 1.216 habitatges principals, 1.077 estaven ocupats pels seus propietaris, 123 estaven llogats i ocupats pels llogaters i 16 estaven cedits a títol gratuït; 7 tenien una cambra, 23 en tenien dues, 71 en tenien tres, 297 en tenien quatre i 818 en tenien cinc o més. 1.028 habitatges disposaven pel capbaix d'una plaça de pàrquing. A 439 habitatges hi havia un automòbil i a 723 n'hi havia dos o més.

### Piràmide de població
La piràmide de població per edats i sexe el 2009 era:
| Homes | Edats   | Dones |
| ----- | ------- | ----- |
| 0     | 95 o +  | 4     |
| 0     | 90 a 94 | 4     |
| 8     | 85 a 89 | 4     |
| 20    | 80 a 84 | 16    |
| 28    | 75 a 79 | 60    |
| 44    | 70 a 74 | 44    |
| 88    | 65 a 69 | 76    |
| 68    | 60 a 64 | 80    |
| 84    | 55 a 59 | 76    |
| 140   | 50 a 54 | 148   |
| 132   | 45 a 49 | 120   |
| 116   | 40 a 44 | 132   |
| 116   | 35 a 39 | 132   |
| 68    | 30 a 34 | 72    |
| 48    | 25 a 29 | 36    |
| 72    | 20 a 24 | 44    |
| 128   | 15 a 19 | 84    |
| 132   | 10 a 14 | 128   |
| 112   | 5 a 9   | 112   |
| 60    | 0 a 4   | 64    |

## Economia
El 2007 la població en edat de treballar era de 2.106 persones, 1.479 eren actives i 627 eren inactives. De les 1.479 persones actives 1.379 estaven ocupades (737 homes i 642 dones) i 101 estaven aturades (48 homes i 53 dones). De les 627 persones inactives 248 estaven jubilades, 237 estaven estudiant i 142 estaven classificades com a «altres inactius».

### Ingressos
El 2009 a Malissard hi havia 1.249 unitats fiscals que integraven 3.425 persones, la mediana anual d'ingressos fiscals per persona era de 21.122 €.

### Activitats econòmiques
Dels 154 establiments que hi havia el 2007, 2 eren d'empreses extractives, 2 d'empreses alimentàries, 4 d'empreses de fabricació de material elèctric, 1 d'una empresa de fabricació d'elements pel transport, 13 d'empreses de fabricació d'altres productes industrials, 25 d'empreses de construcció, 27 d'empreses de comerç i reparació d'automòbils, 11 d'empreses de transport, 7 d'empreses d'hostatgeria i restauració, 2 d'empreses d'informació i comunicació, 8 d'empreses financeres, 3 d'empreses immobiliàries, 23 d'empreses de serveis, 19 d'entitats de l'administració pública i 7 d'empreses classificades com a «altres activitats de serveis».
Dels 42 establiments de servei als particulars que hi havia el 2009, 1 era una oficina de correu, 3 tallers de reparació d'automòbils i de material agrícola, 2 autoescoles, 5 paletes, 6 guixaires pintors, 4 fusteries, 4 lampisteries, 3 electricistes, 1 empresa de construcció, 3 perruqueries, 5 restaurants, 2 agències immobiliàries i 3 salons de bellesa.
Dels 3 establiments comercials que hi havia el 2009, 1 era una fleca, 1 una botiga d'electrodomèstics i 1 una perfumeria.
L'any 2000 a Malissard hi havia 20 explotacions agrícoles que ocupaven un total de 396 hectàrees.

## Equipaments sanitaris i escolars
L'únic equipament sanitari que hi havia el 2009 era una farmàcia.
El 2009 hi havia 1 escola maternal i 1 escola elemental.

## Poblacions més properes
El següent diagrama mostra les poblacions més properes.